# Bryan Fogel
Pour les articles homonymes, voir Fogel.
Bryan Fogel, né à Denver (États-Unis), est un réalisateur, producteur, dramaturge et auteur américain.

## Filmographie partielle

### Comme réalisateur
- 2012 : Jewtopia
- 2017 : Icarus
- 2020 : The Dissident

### Comme acteur
- 2009 : La Montagne ensorcelée (Race to Witch Mountain) : Imperial Stormtrooper Gray

## Récompenses et distinctions
Oscar du meilleur documentaire pour Icarus en 2018